# Club Deportivo Nuestra Señora de Belén
El Club Deportivo Nuestra Señora de Belén fue un club de fútbol femenino de España de la ciudad de Burgos en la Provincia de Burgos, Castilla y León. Fue fundado en 1996 y desapareció en la temporada 2022-2023.
El Club Deportivo Nuestra Señora de Belén disputaba sus partidos como local en el Estadio Municipal José Manuel Sedano.

## Historia
El Club Deportivo Nuestra Señora de Belén (por razones de patrocinio Burgos Universidad de Burgos Nuestra Señora de Belén) es un club de fútbol femenino de España de la ciudad de Burgos en la Provincia de Burgos, Castilla y León. Fue fundado en 1996 y juega en la Primera Nacional Femenina de España en el grupo V.
El Club nace en 1996 tras una fusión con el Rayo burgalés. Club que comenzó en 1990 trabajando con el fútbol femenino. Tras siete años de andadura consiguió colocarse entre la élite del fútbol femenino.
En la temporada 1998/1999 el Club Nuestra Señora de Belén empieza a crear cantera haciendo un equipo Filial y un equipo Alevín para abastecer al equipo nacional.
En la temporada 1999/2000 el Club crea al equipo Benjamin. En esa misma temporada la Selección Española de Fútbol Femenino empezaba a llamar y a confiar en jugadoras del Club tanto en convocatorias para entrenamientos de selección de sub.-18, como para campeonatos de España en la Absoluta.
Esa misma temporada llegó a jugar una Copa Federación Española donde llegó a la final del torneo y quedó subcampeón.
En la temporada 2000/2001, se crea el equipo infantil y se alcanzó el 3.er puesto, que dio la opción de acceder a la máxima categoría del fútbol femenino que es la Superliga Femenina y un año más se consiguió llevar a una jugadora a la selección española sub-18.
La temporada 2001/2002 era una temporada nueva para el Club tras conseguir dar el salto a Superliga y tener que enfrentarse a equipos como Levante, Español, Torrejón, Barcelona, Sevilla, etc. El Club se mantuvo en dicha categoría las temporadas siguientes, 2002/2003 y 2003/2004 (en esta temporada el Club jugó en el Estadio Municipal de El Plantío). La temporada 2004/2005 fue la última temporada en la máxima categoría del Fútbol Femenino.
En la temporada 2005/2006 tras bajar de categoría, empieza una nueva andadura en la categoría nacional, consiguiendo un segundo puesto. Desde entonces, y hasta la temporada 2012/2013, el equipo se mantuvo en la misma categoría hasta el descenso consumado en esta última temporada donde el club perdió la categoría descendiendo a la 1.ª División Regional Femenina.
Con el objetivo de la campaña 2013/2014 de devolver al club a la categoría de plata del fútbol femenino español, las chicas siguen disfrutando del fútbol y creando cantera siendo así el único equipo en Castilla y León que dispone de las siguientes categorías: Benjamin, Alevín, Infantil, Filial y Nacional.
La temporada 2018-19 compitió con el nombre de Universidad de Burgos.
El 4 de junio de 2019 se rubricó un acuerdo por el que Club Deportivo Nuestra Señora de Belén pasa a integrarse dentro de la estructura del Burgos Club de Fútbol. El nuevo nombre será Burgos UBU NSB (Burgos Universidad de Burgos Nuestra Señora de Belén). Se mantiene el nombre de la Universidad porque seguirá colaborando en este proyecto. 
 
Los colores del equipo pasan a ser los del Burgos Club de Fútbol, camiseta y medias de color blanco y pantalón negro y la camiseta de color azul pasa a ser la segunda equipación del equipo femenino. Y tanto el equipo femenino como el masculino luciran los dos escudos en sus camisetas.

## Trayectoria histórica
```
* A la 
Primera División Femenina
 se la denominó División de Honor Femenina de 1996 a 2001 y Superliga Femenina de 2001 a 2011.  
* A la 
Segunda División Femenina
 se creó en 2001 y se la denominó Primera Nacional de 2001 a 2011.
* La 
Primera Nacional Femenina de España
 se crea en 2019 convirtiéndose en la tercera categoría del sistema 
femenino
, siendo inmediatamente inferior a la 
Segunda División
. Su estatus es semiprofesional.
```

## Denominaciones
- Club Deportivo Nuestra Señora de Belén: (1996-18) Nombre oficial en su fundación.
- Universidad de Burgos: (2018-19) Es patrocinado por la Universidad de Burgos y cambia su denominación a Universidad de Burgos.
- Burgos UBU NSB: (2019-Act.) El 4 de junio de 2019 pasa a integrase dentro del Burgos Club de Fútbol y sigue colaborando la Universidad de Burgos.[1]

## Uniforme
- Uniforme titular: Desde la temporada 2019-20 pasa a ser igual que el Burgos Club de Fútbol.

|  |

- Uniforme alternativo: Desde la temporada 2019-20 la anterior primera equipación pasa a ser el alternativo tras el acuerdo con el Burgos Club de Fútbol.

|  |

- Uniformes alternativos históricos:

|  |  |

### Indumentaria y patrocinador
| Periodo              | Proveedor |
| -------------------- | --------- |
| año inicio-año final | Erreà     |

| Periodo              | Patrocinador     |
| -------------------- | ---------------- |
| año inicio-año final | Big Mat Fontecha |

## Estadio
El Club Deportivo Nuestra Señora de Belén juega en el estadio José Manuel Sedano inaugurado en 1986. El terreno de juego es de césped artificial.
En la temporada 2003-04 jugó sus partidos como local en el Estadio Municipal de El Plantío.

## Organigrama deportivo

### Plantilla y cuerpo técnico 2013/14
```
LEYENDA
 
* 
Canterano
: 
 
* 
Pasaporte europeo
: 
 
* 
Extracomunitario sin restricción
: 

* Extracomunitario: 
 
* 
Formación
: 
```

## Futbolistas

### Futbolistas internacionales
- Inés Herrera
- Sonia Vesga

## Palmarés

### Subcampeonatos
- 2.ª División: 2005-06

## Clasificaciones en competiciones desde su fundación
| Temporada | Categoría               | Puesto                | Copa | Notas                                |
| --------- | ----------------------- | --------------------- | ---- | ------------------------------------ |
| 1996-1997 |                         | Asciende de categoría |      |                                      |
| 1997-98   | 1.ª División            | ?º                    |      |                                      |
| 1998-99   | 1.ª División            | ?º                    |      |                                      |
| 1999-00   | 1.ª División (Grupo 2)  | 4.º                   |      |                                      |
| 2000-01   | 1.ª División (Grupo 2)  | 3.º                   |      |                                      |
| 2001-02   | 1.ª División            | 6.º                   |      |                                      |
| 2002-03   | 1.ª División            | 10.º                  |      |                                      |
| 2003-04   | 1.ª División            | 13.º                  |      |                                      |
| 2004-05   | 1.ª División            | 14.º                  |      |                                      |
| 2005-06   | 2.ª División            | 2.º                   |      |                                      |
| 2006-07   | 2.ª División (Grupo II) | 10.º                  |      |                                      |
| 2007-08   | 2.ª División (Grupo II) | 8.º                   |      |                                      |
| 2008-09   | 2.ª División (Grupo II) | 5.º                   |      |                                      |
| 2009-10   | 2.ª División (Grupo II) | 9.º                   |      |                                      |
| 2010-11   | 2.ª División (Grupo ?)  | ?º                    |      |                                      |
| 2011-12   | 2.ª División (Grupo I)  | 8.º                   |      |                                      |
| 2012-13   | 2.ª División (Grupo V)  | 12.º                  |      |                                      |
| 2013-14   | 1.ª Regional            | ?º                    |      |                                      |
| 2014-15   | 2.ª División (Grupo II) | 10.º                  |      |                                      |
| 2015-16   | 2.ª División (Grupo II) | 7.º                   |      |                                      |
| 2016-17   | 2.ª División (Grupo II) | 11.º                  |      |                                      |
| 2017-18   | 2.ª División (Grupo V)  | 11.º                  |      |                                      |
| 2018-19   | 2.ª División (Grupo V)  | 14.º                  |      |                                      |
| 2019-20   | 1.ª Nacional (Grupo V)  | 14.º                  |      | Temporada suspendida por la COVID-19 |
| 2020-21   | 1.ª Nacional (Grupo V)  | ?º                    |      |                                      |

```
LEYENDA

 :Ascenso de categoría

 :Descenso de categoría

 :Descenso administrativo
```

```
* A la 
Primera División Femenina
 se la denominó División de Honor Femenina de 1996 a 2001 y Superliga Femenina de 2001 a 2011.  
* A la 
Segunda División Femenina
 se creó en 2001 y se la denominó Primera Nacional de 2001 a 2011.
* La 
Primera Nacional Femenina de España
 se crea en 2019 convirtiéndose en la tercera categoría del sistema 
femenino
, siendo inmediatamente inferior a la 
Segunda División
. Su estatus es semiprofesional.
```